# Morti nel 1988/Senza giorno specificato
| Questa pagina contiene informazioni ricavate automaticamente dalle voci biografiche con l'ausilio del template Bio e di un bot. L'aggiornamento è periodico e automatico e ricostruisce completamente la pagina. Se manca una persona in questa lista, sei pregato di non aggiungerla, ma accertati piuttosto che la sua voce biografica contenga il template Bio e che i dati anagrafici siano correttamente compilati. Se il template Bio manca, inseriscilo tu stesso o, in alternativa, metti l'avviso {{tmp\|Bio}} che ne segnala la mancanza. Se i dati riportati sono sbagliati, correggi direttamente la voce biografica; le modifiche saranno visibili in questa lista entro pochi giorni. Per chiarimenti vedi il progetto biografie. La lista contiene solo le 72 persone che sono citate nell'enciclopedia e per le quali è stato implementato correttamente il template Bio. Pagina aggiornata al 3 mar 2024. |

- Moulay Ali Alaoui, diplomatico marocchino (n. 1924)
- Gunnar Andersen, saltatore con gli sci norvegese (n. 1909)
- Gino Arduino, produttore discografico italiano (n. 1917)
- Raffaele Arié, basso bulgaro (n. 1920)
- Michele Arslan, medico italiano (n. 1904)
- Francesco Bande, fisarmonicista e cantante italiano (n. 1930)
- Krali Bimbalov, lottatore bulgaro (n. 1934)
- Giuseppe Antonino Biondo, ingegnere italiano (n. 1899)
- Anna Borkowska, religiosa polacca (n. 1900)
- Tenor Saw, cantautore giamaicano (n. 1966)
- Newton Buerger, fisico statunitense (n. 1907)
- Albert Büchi, ciclista su strada svizzero (n. 1907)
- Vittorio Capraro, fisiologo e chimico italiano (n. 1911)
- Giacomo Caramel, pittore, poeta e saggista italiano (n. 1890)
- Emilio Castro, calciatore argentino (n. 1910)
- Ruggero Ceppellini, genetista italiano (n. 1917)
- Aldo Conti, pittore italiano (n. 1890)
- Ubaldo Cruche, calciatore uruguaiano (n. 1920)
- Fëdor Vasil'evič Čuchrov, mineralogista russo (n. 1908)
- Héctor Echeverri, calciatore colombiano (n. 1938)
- Esmail Elmkhah, sollevatore iraniano (n. 1936)
- Giuseppe Ferri, giurista italiano (n. 1908)
- Fёdor Ivanovič Filippov, regista cinematografico sovietico (n. 1911)
- Stefania Filo Speziale, architetta italiana (n. 1905)
- Luigi Filocamo, pittore italiano (n. 1906)
- Achille Fiocco, critico teatrale italiano (n. 1905)
- Lya Franca, attrice italiana (n. 1912)
- Mavis Freeman, nuotatrice statunitense (n. 1918)
- Paolo Graziosi, archeologo e antropologo italiano (n. 1907)
- Carlo Guarnieri, pittore e incisore italiano (n. 1892)
- Alighiero Guglielmi, marciatore italiano (n. 1912)
- Han Qichang, artista marziale cinese (n. 1895)
- Paul Hove, nuotatore statunitense
- William Harold Hutt, economista inglese (n. 1899)
- Octavian Iosim, pallanuotista e allenatore di pallanuoto rumeno (n. 1930)
- Cyril V. Jackson, astronomo sudafricano (n. 1903)
- Karel Jehlička, calciatore cecoslovacco (n. 1908)
- John Jewkes, economista britannico (n. 1902)
- Émile Lachapelle, canottiere svizzero (n. 1905)
- Piero Landini, geografo italiano (n. 1900)
- Cesare Ligini, architetto italiano (n. 1913)
- Narciso López Rodríguez, calciatore messicano (n. 1928)
- Piero Manai, artista italiano (n. 1951)
- Maurizio Marini, calciatore e dirigente sportivo italiano (n. 1912)
- Grace McKenzie, nuotatrice britannica (n. 1903)
- Alessandro Minardi, giornalista italiano (n. 1908)
- Eitel Friedrich Moellhausen, diplomatico tedesco (n. 1913)
- Giovanni Molinari, calciatore italiano (n. 1906)
- Chapman Mortimer, scrittore scozzese (n. 1907)
- Norival, calciatore brasiliano (n. 1917)
- Alfred North, pallanuotista britannico (n. 1908)
- Libero Novara, calciatore italiano (n. 1923)
- Renaldo Nuzzolese, pittore e designer italiano (n. 1918)
- Guido Pagani, medico e alpinista italiano (n. 1917)
- Pelegrina Pastorino, giornalista italiana (n. 1902)
- Marco Perazzolli, pittore italiano (n. 1934)
- Giovanni Perriera, violoncellista italiano (n. 1923)
- Giovanni Maria Rasario, medico italiano (n. 1906)
- Giuseppe Reverberi, presbitero, biologo e zoologo italiano (n. 1901)
- Fred Roberts, calciatore nordirlandese (n. 1905)
- Edward Togo Salmon, storico britannico (n. 1905)
- Ennio Santucci, dirigente d'azienda italiano (n. 1914)
- Evgenij Semënov, pallanuotista sovietico (n. 1920)
- Stanley Skewes, matematico sudafricano (n. 1899)
- Rodolfo Stranieri, medico, pittore e fotografo italiano (n. 1915)
- Konstantin Travin, allenatore di pallacanestro sovietico (n. 1905)
- Masao Ueyama, esperantista e scrittore giapponese (n. 1910)
- Ioteba Tamuera Uriam, scrittore, musicista e politico gilbertese (n. 1910)
- Virginia Vacca, arabista e islamista italiana (n. 1891)
- Emilio Vuolo, filologo italiano (n. 1911)
- Ye Shengtao, scrittore e politico cinese (n. 1894)
- Giuseppe D'Agostinis, generale e aviatore italiano (n. 1910)